# Dickel
Dickel község Németországban, Alsó-Szászországban, a Diepholzi járásban. Lakosainak száma 493 fő (2023. december 31.).

## Földrajza
Dickel Wetschen és Rehden községekkel határos.